# Bide Arm (ort)
Bide Arm är en ort i Kanada.   Den ligger i provinsen Newfoundland och Labrador, i den östra delen av landet, 1 600 km öster om huvudstaden Ottawa. Bide Arm ligger 7 meter över havet och antalet invånare är 192.
Terrängen runt Bide Arm är kuperad åt sydväst, men åt nordost är den platt. Bide Arm ligger nere i en dal. Trakten är glest befolkad. Närmaste större samhälle är Conche, 15,9 km nordost om Bide Arm. 